# Noordkaapstraat
De Noordkaapstraat is een circa 50 meter lange straat in Amsterdam-West.
De straat ontstond in de beginjaren tachtig van de 20e eeuw. Al in 1969 wilde een projectgroep dat er in dit onderdeel van de Spaarndammerbuurt meer ruimte voor woningbouw kwam in plaats van industrie. Ter plaatse stond echter de Wester Suikerraffinaderij midden in de woonwijken. In 1974 viel vervolgens het besluit een straat aan te leggen tussen de Nova Zemblastraat en de Le Mairegracht. De nieuwbouw maakte onderdeel uit van de sanering van de Nova Zemblabuurt, er werden dan ook ruimere woningen gebouwd dan de woningen die al aanwezig waren. Ten behoeve van het doorgaande verkeer naar de zuidelijker gelegen nieuwbouwwijk werd brug 1908 over de Le Mairegracht gelegd.
De straat is vernoemd naar Noordkaap en kent huisnummers 2, 4 en 3 tot en met 21 oneven. 